# Orlando Engelaar
Orlando Wesley Engelaar (Róterdam, 24 de agosto de 1979) es un exfutbolista neerlandés que jugaba como centrocampista. Además ha sido internacional en tres ocasiones.
Mide 1.96 y es uno de los jugadores más altos de la primera división neerlandesa. Anteriormente jugaba como delantero pero cambió su posición para jugar de mediocentro. En el verano de 2008, Orlando Engelaar ficharía por el Schalke 04 alemán, para un año después regresar a la liga neerlandesa mediante el PSV Eindhoven

## Selección nacional
Debutó con la selección nacional en un amistoso ante Corea del Sur el 2 de junio de 2007 y ha jugado la Eurocopa 2008, celebrada en Austria y Suiza.

### Participaciones en Eurocopas
| Eurocopa      | Sede            | Resultado    |
| ------------- | --------------- | ------------ |
| Eurocopa 2008 | Austria & Suiza | 4.º de final |

## Clubes
| Club          | País         | Año       |
| ------------- | ------------ | --------- |
| NAC Breda     | Países Bajos | 2000-2004 |
| Racing Genk   | Bélgica      | 2004-2006 |
| FC Twente     | Países Bajos | 2006-2008 |
| Schalke 04    | Alemania     | 2008-2009 |
| PSV Eindhoven | Países Bajos | 2009-2013 |
| FC Twente     | Países Bajos | 2014-2015 |